# سكوت جونز (لاعب كرة قدم أسترالية)
سكوت جونز (بالإنجليزية: Scott Jones)‏ هو لاعب كرة قدم أسترالية أسترالي، ولد في 20 مايو 1995.

## وصلات خارجية
- سكوت جونز على موقع AustralianFootball.com (الإنجليزية)
- سكوت جونز على موقع AFLtables.com (الإنجليزية)